# Konstantin Chabalaschwili
Konstantin Chabalaschwili (georgisch კონსტანტინე ხაბალაშვილი, * 7. Mai 1992 in Gori, Innerkartlien, Georgien) ist ein georgischer Ringer. Er gewann bei der Europameisterschaft 2014 eine Bronzemedaille im freien Stil in der Gewichtsklasse bis 65 kg Körpergewicht.

## Werdegang
Konstantin Chabalaschwili begann als Jugendlicher 2001 mit dem Ringen. Er konzentrierte sich dabei auf den freien Stil. Er wird seit Beginn seiner Laufbahn in einer Sportschule in Gori von Nugzar Schireli trainiert. Bei einer Größe von 1,75 Metern ringt er im Leichtgewicht.
Seine internationale Karriere begann er im Jahre 2009 mit der Teilnahme bei der Junioren-Europameisterschaft (Cadets) in Zrenjanin. Dabei belegte er in der Gewichtsklasse bis 63 kg hinter Adam Jakubow aus Russland den 2. Platz. Nach einer etwas längeren Pause war er 2012 bei der Junioren-Europameisterschaft in Zagreb am Start. Er verpasste dort im Leichtgewicht mit dem 5. Platz aber die Medaillenränge. Dagegen wurde er im September 2012 bei der Junioren-Weltmeisterschaft in Pattaya in der gleichen Gewichtsklasse hinter Magomed Kurbanalijew aus Russland Vize-Weltmeister.
2013 wurde Konstantin Chabalaschwili bei der Europameisterschaft in Tiflis eingesetzt. Er kam dort zu einem Sieg über Vilson Ndregjoni aus Albanien, verlor aber in seinem nächsten Kampf gegen Iljas Bekbulatow aus Russland. Da dieser das Finale nicht erreicht, schied er aus und belegte den 8. Platz. Bei der Weltmeisterschaft 2013 in Budapest erhielt in seiner Gewichtsklasse Lewan Kelechsaschswili den Vorzug.
Im April 2014 stand er aber bei der Europameisterschaft in Vantaa/Finnland wieder in der georgischen Mannschaft. Er besiegte dort in der neuen Gewichtsklasse bis 65 kg Angelo Costa aus Italien, verlor dann gegen Magomed Kurbanalijew und sicherte sich danach mit Siegen über Arkadiusz Szeja aus Polen, Martin Daum aus Deutschland und Asamat Nurikow aus Weißrussland die Bronzemedaille und damit seine erste Medaille bei einer internationalen Meisterschaft im Seniorenbereich.

## Internationale Erfolge
| Jahr | Platz | Wettbewerb                        | Gewichtsklasse | Ergebnisse |
| 2009 | 2.    | Junioren-EM (Cadets) in Zrenjanin | bis 63 kg      | hinter Adam Jakubow, Russland, vor Emin Geworgjan, Armenien und Mustafa Kaya, Türkei |
| 2010 | 11.   | Golden-Grand-Prix in Tiflis       | Leicht         | Sieger: Mehdi Taghavi Kermani, Iran vor Haislan Garcia Veranes, Kanada |
| 2012 | 5.    | Junioren-EM in Zagreb             | Leicht         | hinter Mustafa Kaya, Dawit Apojan, Armenien, Kevin Henkel, Deutschland und Iwan Petriw, Ukraine                                                                                           |
| 2012 | 2.    | Junioren-WM in Pattaya            | Leicht         | hinter Magomed Kurbanalijew, Russland, vor Dawit Apojan und Mustafa Kaya |
| 2013 | 19.   | „Yasar-Dogu“-Memorial in Ankara   | Leicht         | Sieger: Yakup Gör, Türkei vor Muhammad Ilchan, Türkei |
| 2013 | 8.    | EM in Tiflis                      | Leicht         | nach einem Sieg über Vilson Ndregjoni, Albanien und einer Niederlage gegen Iljas Bekbulatow, Russland                                                                                     |
| 2014 | 2.    | „Takhti“-Cup in Teheran           | bis 65 kg      | hinter Meysam Nasiri, vor Farzad Kolivand, beide Iran und Dauren Dschumagsijew, Kasachstan                                                                                                |
| 2014 | 3.    | EM in Vantaa/Finnland             | bis 65 kg      | nach einem Sieg über Angelo Costa, Italien, einer Niederlage gegen Magomed Kurbanalijew und Siegen über Arkadiusz Szeja, Polen, Martin Daum, Deutschland und Asamat Nurikow, Weißrussland |

Erläuterungen
- alle Wettkämpfe im freien Stil
- WM = Weltmeisterschaft, EM = Europameisterschaft
- Leichtgewicht, Gewichtsklasse bis 66 kg Körpergewicht (bis 31. Dezember 2013); seit dem 1. Januar 2014 gilt eine neue Gewichtsklasseneinteilung durch den Ringer-Weltverband FILA